# Jesús Morcillo Rubio
Jesús Morcillo Rubio ( Tarancón, 16 de noviembre de 1921 - Madrid, 28 de agosto de 2001 ) fue un químico español.

## Biografía

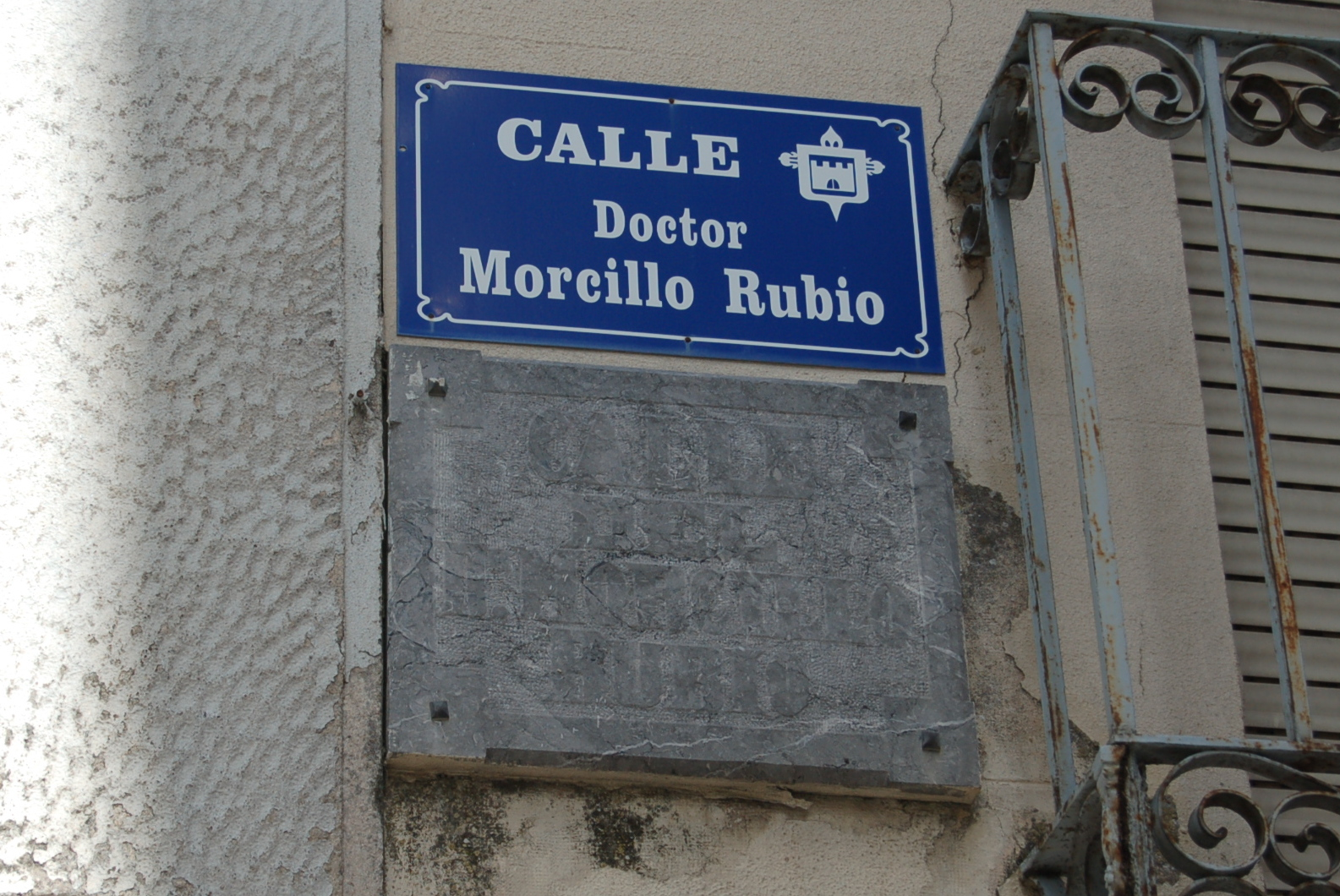
Calle Doctor Morcillo Rubio en Tarancón.

Doctor en ciencias químicas por la Universidad Complutense de Madrid, fue catedrático de Química Física y Electroquímica de la Universidad de Zaragoza, y de 1953 a 1975 fue jefe del Departamento de Estructura Molecular y Espectroscopia del Instituto de Química-Física Rocasolano . En 1961 obtuvo la cátedra de Estructura Atómico-Molecular y Espectroscopia de la Universidad Complutense de Madrid, ocupando también la dirección del Departamento. De 1974 a 1983 fue decano de la Facultad de Ciencias de la Universidad Nacional de Educación a Distancia . De 1972 a 1988 representó a España en el Comité para la Enseñanza de la Química de la IUPAC y de 1977 a 1983 fue presidente del Grupo Español de Espectroscopia. Es autor de libros de textos sobre química.
Introdujo en España la espectroscopia infrarroja y sus aplicaciones a la determinación de las estructuras moleculares, a raíz de su estancia durante la década de 1950 en el Laboratorio de la Universidad de Oxford, donde se determinó la estructura de la penicilina gracias a esta técnica. Destacó por su interpretación de las intensidades de absorción en el infrarrojo en términos de las propiedades de los enlaces químicos. Junto con Julio Fernández Biarge y José Herranz González, desarrolló la teoría de los tensores polares atómicos de 1959 a 1961. 
Elegido académico de la Real Academia de Ciencias Exactas, Físicas y Naturales, ingresó en 1976 con el discurso Intensidades en infrarrojo y estructura molecular .  Desde 1977 formó parte de la Real Academia de Doctores. 

## Obras
- Técnica experimental para la determinación de coeficientes del virial de vapores en presiones próximas a la atmosférica Foz, O. R. [Sl : sn, 1948]
- Aplicaciones de la espectroscopía infrarroja Madrid : Facultad de Ciencias, Universidad de Madrid, 1962
- Aspectos actuales de la espectroscopía molecular [Madrid : TG Cíes], 1951
- Espectroscopía Madrid : Universidad Nacional de Educación a Distancia, 1977
- Química Madrid : Ediciones Anaya, SA, 1983